# Ljusdesign
Ljusdesign kan delas upp i tre huvudområden, scenkonst, film och arkitektur. Inom scenkonst kan man syssla med till exempel teater, dans, konserter mm. Inom film ryms allt som ska dokumenteras med en kamera, stillbilder eller rörliga bilder. Ljusarkitektur delas upp i bland annat trädgård, butik och kontor. 
Lights in Alingsås är ett årligen återkommande evenemang inom ljusdesign. 

## Ljusdesigner
Ljusdesignern, benämns ibland även ljussättare men då är rollen kopplad till scenkonst och så kallad evenemangsbelysning. Ljusdesignern eller ljussättaren är den som planerar hur ljuset ska se ut tillsammans med beställaren, inom teater kan det vara regissören och scenografen, vid en TV-produktion bildproducenten och i en trädgård husägaren. Designern ska försöka förverkliga "beställarens" idéer med hjälp av olika lamptyper, färgfilter och projicerade mönster.
Lighting designer, på svenska ljusdesigner, är en växande yrkesgrupp som mer och mer anlitas som rådgivare och planerare i moderna belysningsanläggningar som kontor, skolor och offentlig miljö. 
Inom teatern och på TV är ljussättaren en del av det konstnärliga teamet och samverkar nära med scenografen, kostymören och regissören med hjälp av belysningsmästare och ljustekniker. Det handlar här inte bara om att skapa grundbelysning och effekter, utan det är en fråga om att komplettera scenografi och kostymer genom att skapa olika rumsligheter och skapa/förstärka atmosfärer och stämningar. Alla förändringsmoment och strålkastaredata (placering, riktning, filter, ljusstyrka, linsinställningar, som ju kan ändras, om flera olika produktioner spelas växelvis på scenen) noteras (vanligen programmeras i ett datoriserat ljusbord) av belysningsmästare och inspicient för att sedan fungera på rätt sätt vid rätt tidpunkt i föreställningen.
Vid filminspelningar sköts ljussättningen ofta av filmfotografen och dennes team, även om det vid vissa större sammanhang och i vissa länder förekommer separata ljussättare.

### Ljusdesigners i Sverige
Ljusdesigner utbildas i Sverige på olika akademiska nivåer vid Stockholms dramatiska högskola, vid KTH Lighting Laboratory, vid Ljushögskolan inom Tekniska högskolan i Jönköping, vidMalmö Högskola och vid Sverigefinska folkhögskolan i Haparanda. Dessutom finns numera högskoleutbildningen BoomTown - Kreativ Ljusdesign för Scen och Event belägen vid Högskolan Dalarna i Borlänge. Den internationella organisationen IALD (International Association Lighting Designer's) har flera svenska medlemmar, på ledande poster bl.a. ljusdesigner Bertil Göransson, ljusdesigner Isabel Villar, och ljusdesigner Michael Hallbert. IALD arrangerar årligen en stor konferens för ljusdesigners inom arkitektur, IALD Enlighten Europe. 
Exempel på svenska ljusdesigners är Linus Fellbom, Paco Hårleman och Per Sundin. Även kommuner har börjat anställa egna ljusdesigners. Malmö, Borås, och Jönköping är de tre första kommunerna som gjorde detta.
I Sverige finns även en nationell organisation, Svenska Ljusdesigners. Organisationens syfte är att lyfta fram och tydliggöra ljusdesignerns yrkesroll.
För professionella oberoende Ljusdesigners finns i Sverige yrkesorganisationen Svensk Ljusdesigner sedan 2015.
För professionella ljussättare finns i Sverige yrkesorganisationen Svenska Ljussättareföreningen (SLF), bildad i Stockholm 14 december 1992. Föreningen arbetar för allt som rör yrket, information och arbetsomständigheter, delar ut priser och stipendier, har viss mentortjänst samt arrangerar det skandinaviska branscheventet Scandlight vissa år.